# Chiesa di Santa Croce e San Camillo de Lellis
La chiesa di Santa Croce e San Camillo de Lellis è un edificio religioso italiano, situato nel centro cittadino di Genova, nel quartiere di Portoria, a poche decine di metri dal tribunale e dalla zona dirigenziale di piazza Piccapietra.
Dal 1934 l'edificio è sottoposto a vincolo di tutela da parte della soprintendenza.

## Storia e descrizione
Edificata nel XVII secolo (i lavori iniziarono nel 1667 e la chiesa fu inaugurata, non ancora completa, nel 1671) per essere sede della congregazione dei Padri Camilliani, che operava nel vicino Ospedale di Pammatone. La facciata venne completata nel 1682.
L'edificio è normalmente accreditato all'architetto lombardo Carlo Mutone, autore anche del rifacimento seicentesco della Chiesa di San Luca, ma è stato ipotizzato che suo fosse solo il progetto, visti i quasi cinque decenni che dividono l'inizio della costruzione dei due edifici.
L'edificio originario venne dedicato alla Sacra Croce e al fondatore dell'ordine, Camillo de Lellis, e faceva parte di una struttura conventuale più ampia.
Nel XVIII secolo l'edificio è stato ornato con una serie di affreschi di grande pregio. Nel XIX e XX secolo vi sono state alcune opere di restauro, tra cui la decorazione dell'altare maggiore con due angeli dorati (1816) e lavori sulla facciata (1885).
I pittori genovesi Agostino Ratti e Gregorio De Ferrari vennero sepolti nell'edificio.
Danneggiata dai bombardamenti alleati su Genova della seconda guerra mondiale, come il vicino ospedale e gran parte del centro storico, la chiesa venne poi ristrutturata negli anni cinquanta del XX secolo. Nuovi restauri sono avvenuti agli inizi del XXI secolo, nell'ambito dei lavori legati a Genova 2004 - Capitale europea della cultura. In questi ultimi si è cercato, per quanto possibile, di riportare a vista la versione originale degli affreschi, operazione non sempre possibile in quanto le opere ottocentesce e novecentesce andavano a volte a sostituire parti ormai irrimediabilmente deteriorate.
È sede dei Padri Camilliani, pur essendo (a partire dal 1866) di proprietà del comune. La struttura dell'edificio è a croce greca leggermente allungata lungo l'asse navata-abside, ed è dotato di una cupola ottagonale e di una torre campanaria, quest'ultima a base rettangolare. Il campanile era dotato di un triplice ordine dorico ornato con alcune serie di lesene, semplici e binate, in parte perso durante i restauri seguiri ai bombardamenti.

## Opere contenute
All'interno dell'edificio, sopravvissuti ai bombardamenti di cui è stato vittima, sono presenti diversi affreschi ad opera di Gregorio De Ferrari e del figlio Lorenzo, tra cui un ciclo che raffigura il Trionfo della Croce, realizzati nei primi decenni del XVIII secolo. Il ciclo si divide in vari affreschi posizionati nei vari lati ed ambienti della chiesa, dal titolo L'invenzione della Croce (situato nell'abside), Croce portata dagli angeli (nel tamburo), Patriarchi, Profeti, Eroine bibliche (cupola), Vergine, San Giuseppe, il Battista (anch'esso nella cupola) e, sulla sommità della chiesa, il Cristo risorto. Sono presenti anche affreschi del quadraturista genovese Francesco Costa.
Nell'edificio sono conservati anche dei dipinti: I Santi Nicolò da Tolentino, Lucia e Marco, ad opera del già citato Lorenzo De Ferrari, Sant'Elena che adora la Croce, realizzato da Giovanni Battista Baiardo e posizionato sull'altare maggiore, ed Il centurione di Valerio Castello; questi ultimi due antecedenti alla costruzione della chiesa.

## Galleria d'immagini

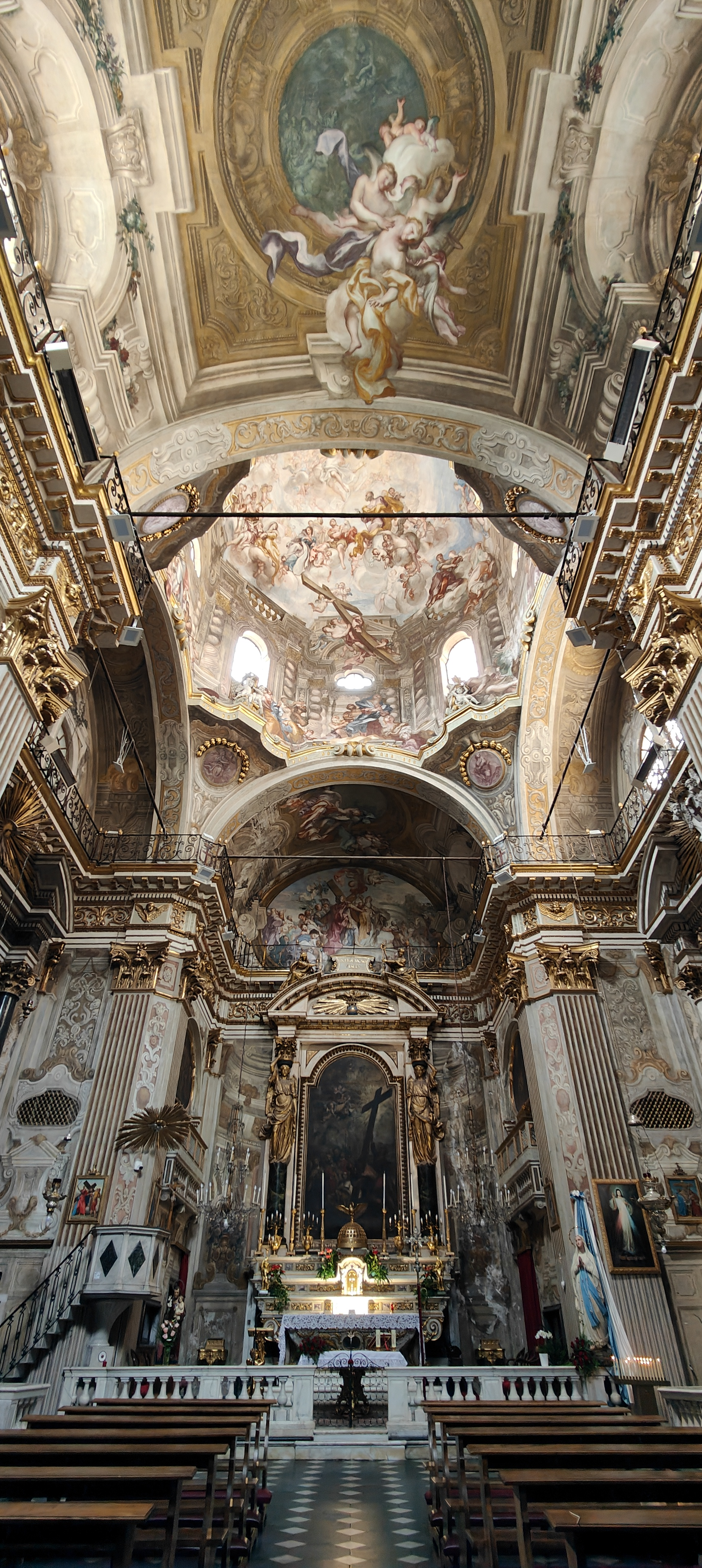
L'interno della chiesa
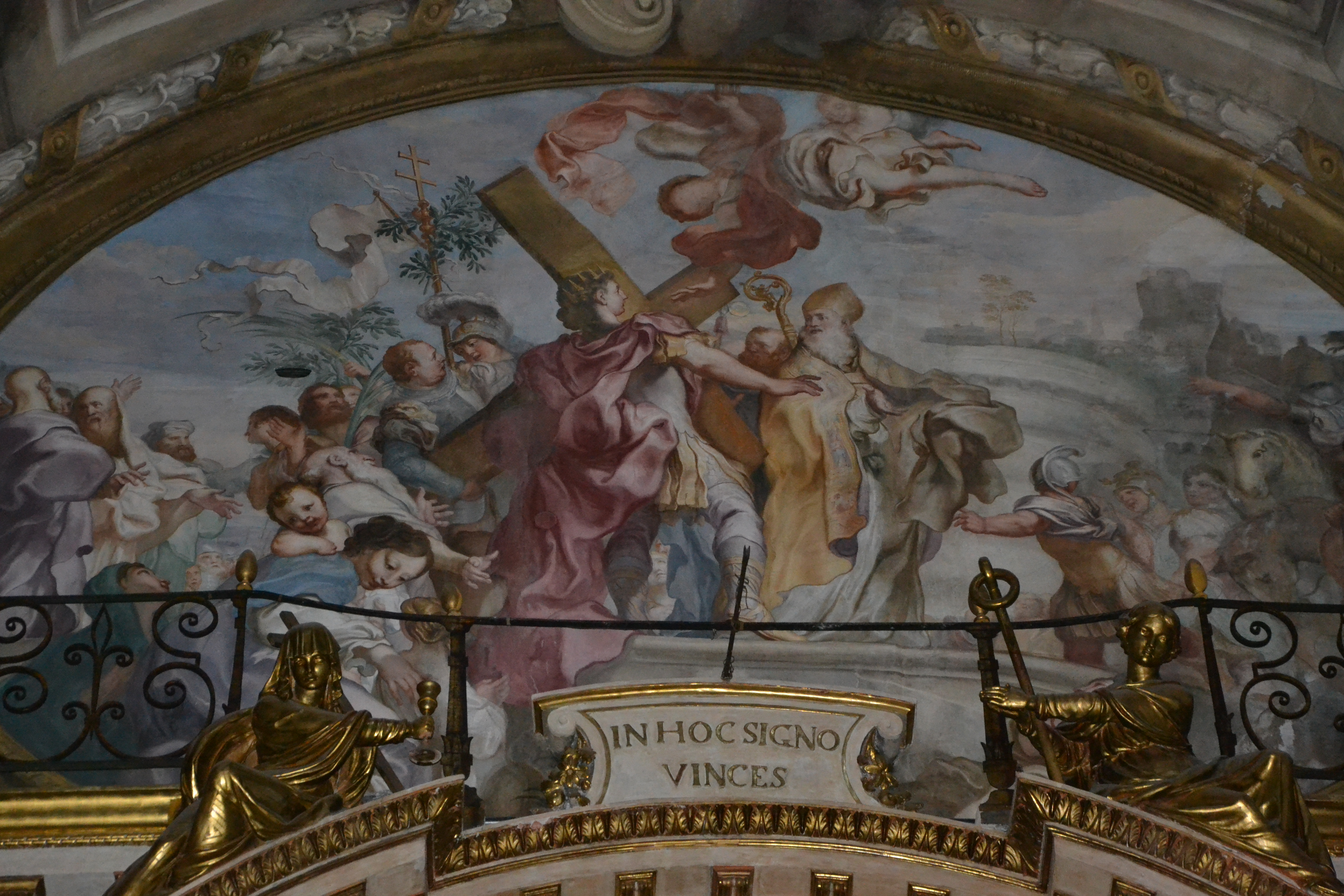
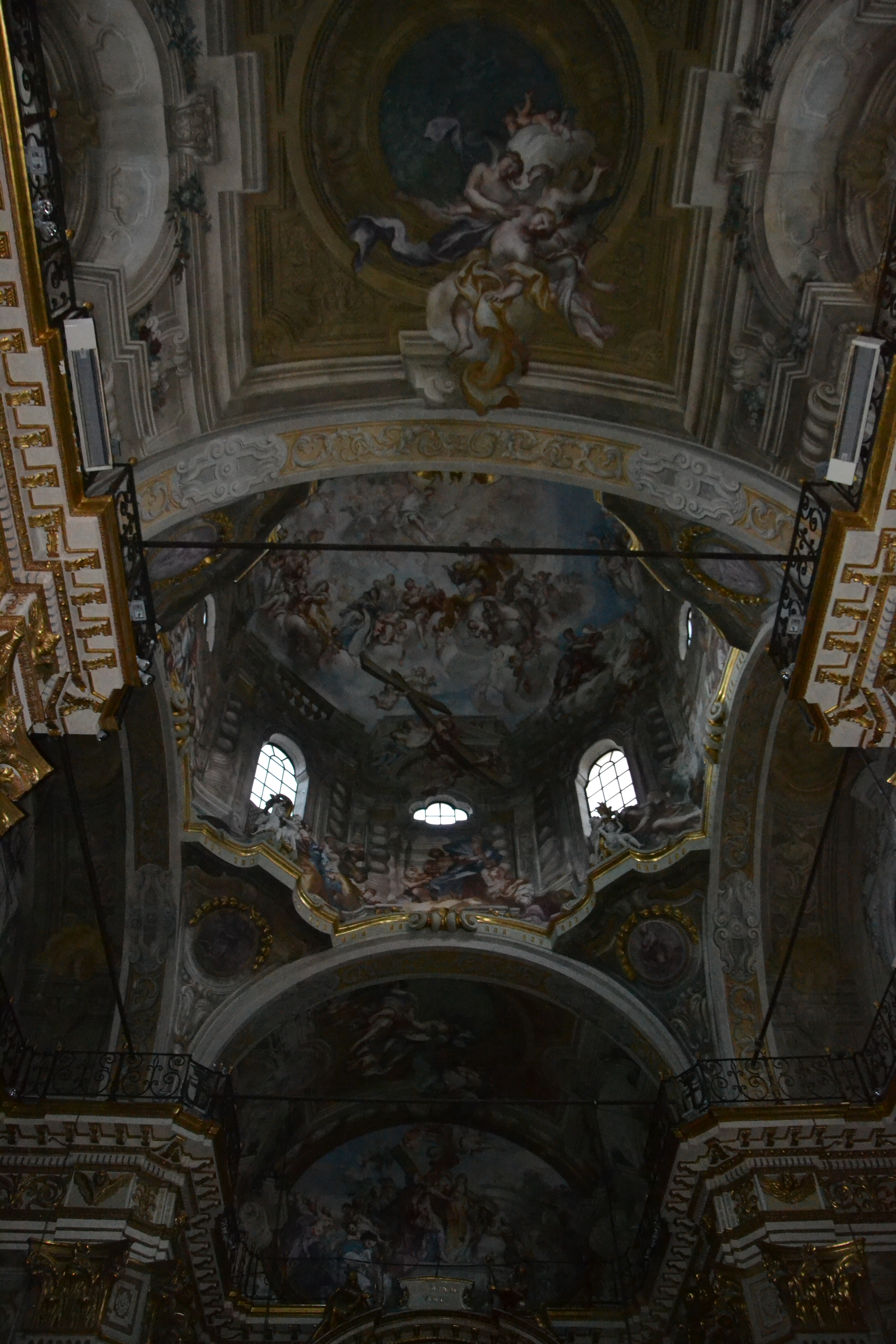
Gregorio De Ferrari e Lorenzo, Trionfo della Croce